# Fim de semana

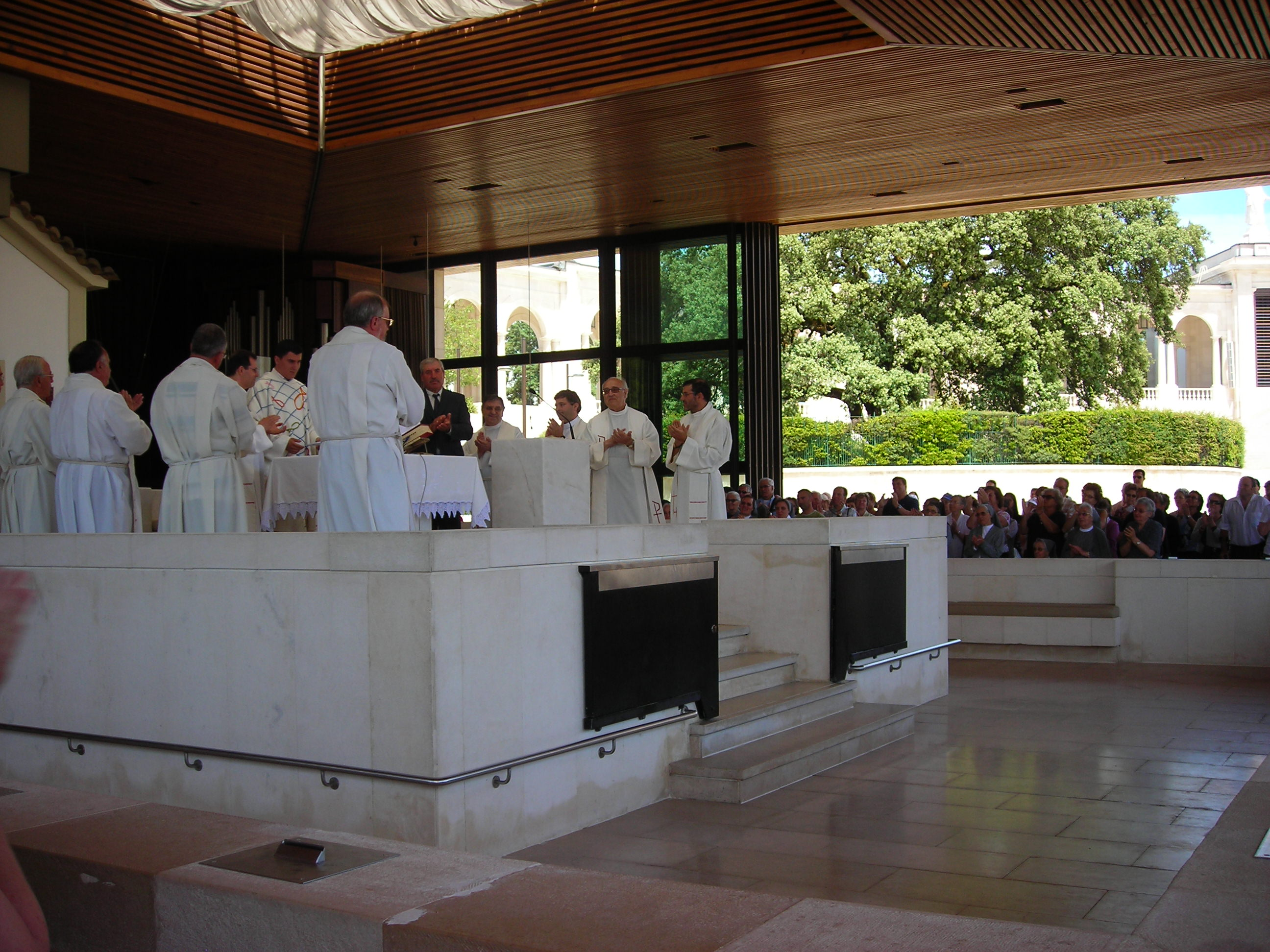
Missa no Santuário de Fátima, em Portugal. No Catolicismo, bem como em diversos outros credos religiosos, as atividades religiosas se concentram nos finais de semana — em especial aos domingos.

O fim de semana (pré-AO 1990: fim-de-semana) é a parte da semana que compreende o sábado e o domingo. Nos fins de semana a maioria dos assalariados não trabalha e a maior parte das empresas não está em atividade, excetuando-se, principalmente, o comércio e atividades recreativas e de lazer. Escolas também têm funcionamento diferenciado nos fins de semana, acontecendo apenas eventos esporádicos marcados pelos professores.
Também sóem concentrar suas atividades nos fins de semana os serviços de religiosos. De facto, nos países cristãos, o domingo e o sábado são os dias tradicionais de frequentar missas ou cultos. Em países não-cristãos, como aqueles de maioria muçulmana ou judaica, o fim de semana pode se desenvolver em outros intervalos, como de quinta a sexta-feira ou de sexta-feira a sábado.